# Syphaxia
Syphaxia là một chi bọ cánh cứng trong họ Chrysomelidae.
Chi này được miêu tả khoa học năm 1866 bởi Baly.

## Các loài
Các loài trong chi này gồm:
- Syphaxia acroleuea (Kirsch, 1883)
- Syphaxia maculata Jacoby, 1899
- Syphaxia spectanda (Clark, 1865)